# Ball State University Men's Volleyball
La Ball State University Men's Volleyball è la squadra di pallavolo maschile appartenente alla Ball State University, con sede a Muncie: milita nella Midwestern Intercollegiate Volleyball Association della NCAA Division I.

## Storia
La squadra di pallavolo maschile della Ball State University viene fondata nel 1961. Prima ancora di iniziare l'attività pallavolistica, nello stesso anno il programma è uno dei fondatori della prima conference pallavolistica statunitense, la MIVA. Prima della fondazione della Division I NCAA il programma prende parte ai soli incontri di conference, vincendo ben cinque titoli consecutivi dal 1964 al 1968. Il primo allenatore dei Cardinals è Don Shondell, che viene sostituito nel 1965 da Marvin Gray, prima di tornare al timone un anno dopo.
Nella stagione 1970 la squadra vince il sesto titolo di conference della propria storia, qualificandosi nella prima edizione della Division I NCAA alla Final 4; negli incontri del girone i Cardinals collezionano due vittorie ed una sconfitta, per poi scontrarsi in semifinale contro la CSU Long Beach, perdendo in quattro set, uscendo sconfitti anche nella finale per il terzo posto contro la UC Santa Barbara. Nella stagione successiva la squadra centra il settimo titolo MIVA e si qualifica per il secondo consecutivo alla post-season: al girone vince nuovamente due incontri su tre, perdendo ancora in semifinale contro la UC Santa Barbara, prima di vincere la finale di consolazione contro lo Springfield; tra i giocatori Dale Flannery viene inserito nell'All-Tournament Team delle finali.
Nel 1972 grazie all'ottavo titolo MIVA la squadra torna in Final 4, dove colleziona tre sconfitte al girone, prima di cedere anche in semifinale alla UC Los Angeles, prendendosi in seguito la rivincita nella finalina contro i Gauchos della UC Santa Barbara. Un anno dopo i Cardinals tornano in Final 4, terminando il girone con due vittorie ed una sconfitta, venendo sconfitti in semifinale dalla San Diego State, prima di aggiudicarsi la finale per i terzo posto contro la US Military Academy; inoltre Jim Stone viene inserito nel sestetto ideale.
Nella stagione 1974 i Cardinals vincono l'ennesimo titolo di conference, qualificandosi ancora una volta in Final 4, dove cedono nettamente in semifinale ai soliti Bruins della UC Los Angeles, per poi vincere la finale di consolazione contro lo Springfield. Dopo quattro anni senza successi, il programma trionfa ancora una volta in conference nel 1979, ma la post-season si rivela amarissima con la netta sconfitta in semifinale coi soliti Bruins, seguita dalla sconfitta contro la Rutgers Newark anche nella finalina.
Nel 1984 i Cardinals tornano al successo in conference, ma la post-season si rivela ancora una volta amara, con un'altra sconfitta in semifinale coi Bruins e un altro tonfo nella finale di consolazione contro la George Mason. Stesso destino anche un anno dopo, quando a sconfiggere il programma sono la Southern California e la George Mason.
I Cardinals attraversano un nuovo periodo fortunato a cavallo tra la fine degli anni ottanta e l'inizio degli anni novanta: arrivano altri tre titoli MIVA, seguiti da altrettante partecipazioni alla Final four NCAA; nel 1988 la squadra esce sconfitta in tre set contro la Southern California in semifinale, per poi salire sul gradino più basso del podio grazie al successo in quattro set sulla George Mason; nell'edizione seguente i Cardinals si arrendono in quattro set alla Stanford in semifinale, per poi cadere nuovamente per 3-0 nella finale di consolazione contro la Penn State; nel 1990 invece cedono nuovamente in semifinale ai Trojans della Southern California, per poi conquistare il terzo posto, vincendo con la Rutgers Newark.
La squadra raggiunge altri due terzi posti in Final four nel 1994 e nel 1995, perdendo le semifinali rispettivamente contro la Penn State e la UC Los Angeles, poi sconfiggere la IPFW e la Hawaii, con Todd Reimer inserito nel sestetto ideale del torneo del 1995.
Successivamente i Cardinals vincono altri due titoli di conference, nel 1997 e nel 2002, terminando però la propria corsa in Final four sempre alle semifinali, contro la Stanford e la Pepperdine; nel 2002 Paul Fasshauer, fa parte del National All-Tournament Team. Dopo il 2002 il programma continua a raggiungere sistematicamente le semifinali o la finale di conference, senza tuttavia riuscire a vincere il titolo e qualificarsi per le fasi nazionali.

## Record
| Piazzamento          |    | Edizione |
| -------------------- | -- | --- |
| Tornei NCAA          | 15 | 3º posto: 8 1971, 1972, 1973, 1974, 1988, 1990, 1994, 1995 |
| Tornei NCAA          | 15 | 4º posto: 5 1970, 1979, 1984, 1985, 1989 |
| Tornei NCAA          | 15 | Semifinali: 2 1997, 2002 |
| Titoli di conference | 19 | Midwestern Intercollegiate Volleyball Association: 19 1964, 1965, 1966, 1967, 1968, 1970, 1971, 1972, 1974, 1979, 1984, 1985, 1988, 1989, 1990, 1994, 1995, 1997, 2002 |

## Conference
- Midwestern Intercollegiate Volleyball Association: 1961-

## National Coach of the Year
- Don Shondell (1995)

## All-American

### First Team
- Eduardo Ferraz (1996, 1997)
- Paul Fasshauer (2002)

### Second Team
- Todd Reimer (1994, 1995)
- Eduardo Ferraz (1995)
- Keith Schunzel (2004)
- Ian Peckler (2007)
- Anders Nelson (2011)
- Matthew Leske (2014)
- Tinaishe Ndavazocheva (2024)

## Allenatori
- Don Shondell: 1964
- Marvin Gray: 1965
- Don Shondell: 1966-1998
- Joel Walton: 1999-